# 中国人民政治协商会议全国委员会
中国人民政治协商会议全国委员会，简称全国政协或政协全国委员会，是中国人民政治协商会议的全国性组织、政治协商与咨询机关。第一届全国政协于1949年召开，现任的第十四届全国政协委员于2023年3月就职。
目前，全国政协会议一般在每年3月召开。全国政协会议闭会时，则由其产生的中国人民政治协商会议全国委员会常务委员会代为行使其大部分职权。全国政协及其常务委员会在中国国内是地位仅次于中共中央、全国人大常委会、国务院的机构，在對外交往上也承担与各国政党领袖和各界人士交流沟通的角色。同时每年基本在同期召开的全国政协会议还与全国人大会议并称为“全国两会”。
全国政协采取协商民主制和民主集中制。全国政协委员由各省级政协产生，但也可由中国共产党、各民主党派和全国工商联、各人民团体以协商推荐的方式产生。全国政协常委会则由全国政协全会选举产生，任期均为五年。全国政协及其常委会在人民大会堂和全国政协办公楼、全国政协礼堂等处召开会议。

## 历史
1945年8月至10月的國共重慶談判時，共產黨代表周恩來認為談判重點就是召開政治會議討論建國方案，便提出召集黨派會議的協定草案。國民黨代表王世杰不同意“黨派會議”的名稱，赫尔利提出“政治会议”名称，各方接受。张治中在9月10日会谈中為充分尊重各方意願，提出在“政治會議”中加入“協商”二字，中共默认接受了這個建議。在10月的毛澤東、蔣中正談判中，政治協商會議的名稱及其任務便正式確定下來，並寫進了《政府與中共代表會談紀要》（即“雙十協定”），決定“由國民政府召開政治協商會議，邀請各黨派代表及社會賢達共商國事”。 
1946年1月10日至31日，由中国国民党（8人）、中国青年党（5人）、中国民主同盟（9人）、中国共产党（7人）和無黨派人士（9人）的代表一共38人在重慶舉行了政治協商會議，再一次確立了和平建國的基本方针，並提出了對《中華民國憲法》草案的若干修正的建議。
1949年6月15日至19日，新政治協商會議籌備會第一次全體會議在北平召開。參加會議有中國共產黨、各民主黨派、各人民團體、各界民主人士、少數民族、海外華僑等23個單位，134人。會議選舉籌備委員會22人，毛澤東為籌備會常務委員會主任。常務委員譚平山、周恩來、章伯鈞、黃炎培、林伯渠、朱德、馬寅初、蔡暢、毛澤東、張奚若、陳叔通、沈鈞儒、馬敘倫、郭沫若、李濟深、李立三、蔡廷鍇、陳嘉庚、烏蘭夫、沈雁冰。中共召集各黨派代表商議建政事宜，先稱「新政治協商會議籌備會」，旋改命名為「中國人民政治協商會議」。此后各民主黨派經過重組，最終形成了八個民主黨派，延續至今，其中有仅次于國民黨和中共的全国第三大党派中國民主同盟，以及中国国民党革命委员会、中国民主建国会、中国民主促进会、中国农工民主党、中国致公党、九三学社、台湾民主自治同盟这其他七个有影响的民主黨派。中國人民政治協商會議排除了中國國民黨及其余跟随国民党迁台的衛星政黨如中國青年黨、中國民主社會黨。中國人民政治協商會議與1946年之政治協商會議無直接關係。有观点指出，中共与八个民主党派共同建设相对中国国民党一党专政而言更民主的“新民主主义社会”，给予参与“政协”的民主党派更多的参政议政空间。
1954年，由於宪法所规定的全国人民代表大会和地方各级人民代表大会的建立，同年召开了第一届全国人民代表大会第一次会议，中国人民政治协商会议的立法职能让渡予全国人大，自此，政协便成为人民民主统一战线组织。
但是1956年三大改造完成后，1957年中国共产党進行了反右运动。這次運動使民主党派此後參政議政受到相當程度的限制。
1966年8月30日，全國政協機關停止辦公。1973年2月28日，经周恩来批准，全国政协举行「纪念台湾人民‘二·二八’起义二十六周年座谈会」。這標誌著全國政協開始恢復活動。
2013年，中国内地31个省级行政区（省、自治区、直辖市）中有中共党籍的政协主席悉数陆续退出所在的省委、自治区党委、市委的常委会，媒体认为这是对政协参政议政独立性的一种强化举措。2019年9月20日，在中国人民政治协商会议成立70周年之际，首次举行了中央政协工作会议。

## 职能和权限
|                              | 中国人民政治协商会议是有广泛代表性的爱国统一战线组织，过去发挥了重要的历史作用，今后在国家政治生活、社会生活和对外友好活动中，在进行社会主义现代化建设、维护国家的统一和团结的斗争中，将进一步发挥它的重要作用。中国共产党领导的多党合作和政治协商制度将长期存在和发展。 |
| ——《中华人民共和国宪法》序言 | |

根据《中国人民政治协商会议章程》的规定，中国人民政治协商会议全国委员会全体会议的职权为：
1. 修改中国人民政治协商会议章程，监督章程的实施；
2. 选举全国委员会的主席、副主席、秘书长和常务委员；
3. 听取和审议常务委员会的工作报告；
4. 讨论本会重大工作方针、任务并作出决议；
5. 参与对国家大政方针的讨论，提出建议和批评。

全国政协全体会议一般每年与全国人民代表大会会议基本同期在北京人民大会堂召开，议程主要有：
1. 全国政协委员列席全国人民代表大会会议听取、讨论国务院总理代表中华人民共和国国务院所作《政府工作报告》。
2. 讨论、通过全国政协常委会工作报告
3. 讨论、通过关于全国政协提案工作的报告
4. 讨论、通过相关决议

## 成员

### 产生及其资格
根据惯例，成为全国政协委员首先必须是年满18周岁的公民且应为中华人民共和国公民，不允许持有外国国籍的人士参加。
全国政协委员由省级政协产生，但也可由中国共产党、各民主党派和全国工商联、无党派人士、各人民团体以协商推荐的方式产生，如毛新宇声称其全国政协委员身份是时任中国共产党中央委员会总书记胡锦涛亲自批准推荐的。

### 待遇
全国政协委员往往享有一定规格的特殊待遇，如港澳政协委员可免費獲得粵港車牌、粵澳車牌。

### 人身强制措施报备制度
根据《公安机关办理刑事案件程序规定》和《最高人民检察院于审查逮捕和公诉工作贯彻刑诉法若干问题的意见》，公安机关和检察机关依法对政协委员采取强制措施前，得依备案制度，向该委员所在的政协通报情况；情况紧急的，可同时或事后及时通报。

## 机构运作
根据《中国人民政治协商会议章程》等规定，全国政协会议每年举行一次，由各级政协常委会召集，一般与各级人大会议同期进行。在某些特定情况下，也可以临时召集政协会议。但截止目前为止，没有通过正式决议以延长全国政协任期的例子，也没有召集过临时全国政协会议。
作为重要的议事协商组织，在政协会议之外，全国政协还拥有专题协商、界别协商、对口协商、提案办理协商等四个协商平台。

## 组织系统

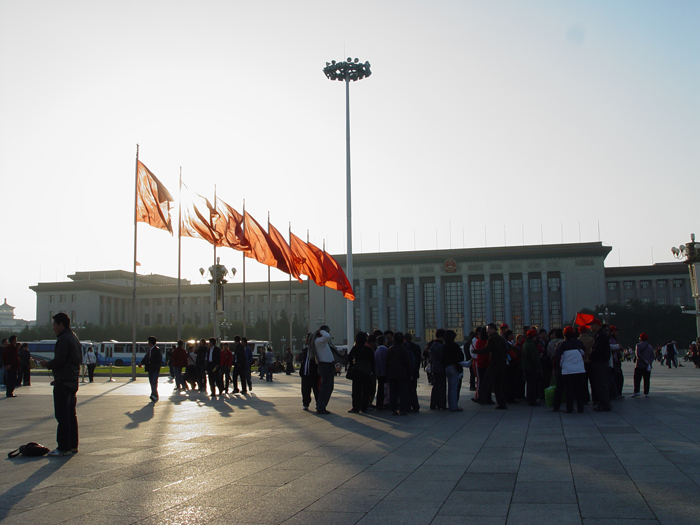
人民大会堂门前的红旗

人民政协的首要职能为政治协商，各级政协都设有全体会议、常务委员会会议、主席会议等组织机构。政协组织主要有中国人民政治协商会议全国委员会（简称“全国政协”）以及各级地方委员会。其中，全国政协的常设机构为中国人民政治协商会议全国委员会常务委员会（简称“全国政协常委会”），该委员会由全国政协主席、副主席、秘书长和常务委员组成。全国政协主席现在由中共中央政治局常委王沪宁担任。

### 全国政协主席、副主席、秘书长和主席会议
根据《中国人民政治协商会议章程》的规定，全国政协的主席、副主席、秘书长组成主席会议，处理常务委员会的重要日常工作。主席、副主席和秘书长均由当届全国政协选举产生。
现任全国政协主席为中共中央政治局常委王沪宁；现任副主席为石泰峰、胡春华、沈跃跃、王勇、周强、帕巴拉·格列朗杰、何厚铧、梁振英、巴特尔、苏辉、邵鸿、高云龙、陈武、穆虹、咸辉、王东峰、姜信治、蒋作君、何报翔、王光谦、秦博勇、朱永新、杨震为全国政协副主席。其中，副主席王东峰兼任秘书长。以上人士皆自2023年3月起任职至今。
主席会议作为“处理常务委员会的重要日常工作”的部门，成员由主席、副主席和秘书长组成，具体职权为：
1. 每届中国人民政治协商会议全国委员会的参加单位、委员名额和人选及界别设置，经上届全国委员会主席会议审议同意后，由常务委员会协商决定。
2. 每届全国委员会任期内，有必要增加或者变更参加单位、委员名额和决定人选时，经本届主席会议审议同意后，由常务委员会协商决定。
3. 受常务委员会的委托，主持下一届第一次全体会议预备会议
4. 处理常务委员会其他重要日常工作。

### 全国政协各专门委员会
根据《中国人民政治协商会议章程》规定，中国人民政治协商会议全国委员会根据工作需要，设立若干专门委员会及其他工作机构。现设：
| 名称                 | 主任   |
| -------------------- | ------ |
| 提案委员会           | 刘家义 |
| 经济委员会           | 王国生 |
| 农业和农村委员会     | 王建军 |
| 人口资源环境委员会   | 车 俊  |
| 教科卫体委员会       | 陈宝生 |
| 社会和法制委员会     | 徐令义 |
| 民族和宗教委员会     | 张裔炯 |
| 港澳台侨委员会       | 刘赐贵 |
| 外事委员会           | 何 平  |
| 文化文史和学习委员会 | 暂缺   |

## 成员结构

### 全国委员会委员
| 中国共产党、各民主党派、无党派人士 | 中国共产党、各民主党派、无党派人士 | 人民团体                                                                   | 人民团体             | 各少数民族和各界的代表 | 各少数民族和各界的代表                         | 特邀人士                               | 特邀人士  |
| --- | ---------------------------------- | -------------------------------------------------------------------------- | -------------------- | --- | ---------------------------------------------- | -------------------------------------- | --------- |
| 中国共产党 中国国民党革命委员会 中国民主同盟 中国民主建国会 中国民主促进会 中国农工民主党 中国致公党 九三学社 台湾民主自治同盟 无党派人士 | 99 65 45 30 45 20 65               | 共青团和全国青联 全国总工会 全国妇联 全国工商联 中国科协 全国台联 全国侨联 | 36 63 67 65 43 14 26 | 文化艺术界 科学技术界 社会科学界 经济界 农业界 教育界 体育界 新闻出版界 医药卫生界 对外友好界 社会福利和社会保障界 环境资源界 少数民族界 宗教界 | 112 107 73 108 70 103 24 49 96 46 35 85 101 69 | 特邀香港人士 特邀澳门人士 特别邀请人士 | 124 29 83 |
| 小计： | 544                                | 小计：                                                                     | 314                  | 小计： | 1078                                           | 小计：                                 | 236       |
| 总计：2172 |                                    |                                                                            |                      | |                                                |                                        |           |

## 社会团体
政协全国委员会下辖三个全国性社会团体组织：
- 中国经济社会理事会
- 中国宗教界和平委员会
- 中国人民政协理论研究会